# Mottereau
Mottereau är en kommun i departementet Eure-et-Loir i regionen Centre-Val de Loire strax norr om centrala Frankrike. Kommunen ligger i kantonen Brou som tillhör arrondissementet Châteaudun. År 2022 hade Mottereau 152 invånare.

## Befolkningsutveckling
Antalet invånare i kommunen Mottereau
Referens:INSEE